# أزرق فريق دودجر
أزرق فريق دودجر هو درجة مشرقة غنية للون الأزرق السماوي المسمى بهذا الاسم لاستخدامه في زي لوس أنجلوس دودجرز. إنه أيضًا لون ويب يستخدم في تصميم صفحات الويب. لا يتم استخدام لون الويب في زي دودجرز ولكنه يشبه اللون الأزرق الفاتح المستخدم في جميع أنحاء ملعب دودجر.

## تاريخ
لم يُشار أبدًا إلى فريق بروكلين دودجرز على أنه يرتدي لون أزرق دودجرز، على الرغم من أن البعض يشير إليهم الآن على أنهم يمثلون هذا اللون. نشأ هذا المفهوم مع تومي لاسوردا الذي شاعه بقوله «قطعني وسوف أنزف بلون الأزرق الدودجرز». أدار لاسوردا امتياز لوس أنجلوس لمدة 20 عامًا، وكان مدرجًا في قائمة لاعبي فريق بروكلين دودجرز، على الرغم من أنه لعب معهم لفترة وجيزة جدًا.

### لون الزي الموحد
اللون الأزرق الفعلي الذي يرتديه دودجرز حاليًا هو RGB-hex # 005A9C.   فيما يتعلق بقيم ألوان الويب RGB ، يلاحظ بول رافلينج أن «ضبط اللون تم على شاشات HP وأصبحت الألوان جيدة جدًا في ذلك الوقت. تكمن المشكلة في أنه منذ ذلك الحين، يبدو أن الشاشات موحدة في تصحيحات غاما المختلفة.»  تم تحديد مساحة ألوان RGB القياسية الحالية في عام 1996، بعد سبع سنوات من "dodgerblue".